# Élections sénatoriales de 2001 en Indre-et-Loire
Les élections sénatoriales en Indre-et-Loire ont lieu le dimanche 23 septembre 2001. Elles ont pour but d'élire les sénateurs représentant le département au Sénat pour un mandat de neuf années.

## Contexte départemental
Lors des élections sénatoriales du 27 septembre 1992 en Indre-et-Loire, trois sénateurs ont été élus selon un scrutin majoritaire : James Bordas (UDF), Jean Delaneau (UDF) et Dominique Leclerc (RPR).
Depuis, tous les effectifs du collège électoral des grands électeurs ont été renouvelés, avec les élections législatives de 1997 en Indre-et-Loire, les élections européennes de 1999, les élections régionales françaises de 1998, les élections cantonales de 1998 et 2001 et les élections municipales françaises de 2001.

## Sénateurs sortants
| Sénateur | Sénateur          | Parti | Fonctions lors de l'élection en 1992                                     |
| -------- | ----------------- | ----- | ------------------------------------------------------------------------ |
|          | James Bordas      | DL    | Conseiller général, maire de Chambray-lès-Tours                          |
|          | Jean Delaneau     | DL    | Sénateur sortant, président du conseil général, maire de Château-Renault |
|          | Dominique Leclerc | RPR   | Conseiller général, maire de La Ville-aux-Dames                          |

## Présentation des listes et des candidats
Les nouveaux représentants sont élus pour une législature de 9 ans au suffrage universel indirect par les 1367 grands électeurs du département. Le nombre de sénateurs reste inchangé, 3 sénateurs sont à élire. 
Neuf listes sont présentes.

### Lutte ouvrière
| N° | Candidats | Candidats              | Parti | Principale fonction |
| -- | --------- | ---------------------- | ----- | ------------------- |
| 01 |           | Jean-Jacques Prodhomme | LO    | Conseiller régional |
| 02 |           | Sylvie Thiébaut        | LO    |                     |
| 03 |           | Michel Déguet          | LO    |                     |

### Parti socialiste et alliés
| N° | Candidats | Candidats             | Parti | Principale fonction                                    |
| -- | --------- | --------------------- | ----- | ------------------------------------------------------ |
| 01 |           | Yves Dauge            | PS    | Député, maire de Chinon                                |
| 02 |           | Marie-France Beaufils | PCF   | Conseillère régionale, maire de Saint-Pierre-des-Corps |
| 03 |           | Jean-Claude Landré    | DVG   | Conseiller général, maire de Truyes                    |

### Les Verts
| N° | Candidats | Candidats      | Parti | Principale fonction                  |
| -- | --------- | -------------- | ----- | ------------------------------------ |
| 01 |           | Joël Thalineau | Verts | Conseiller régional, maire de Veigné |
| 02 |           | Agnès Thibal   | Verts |                                      |
| 03 |           | Alain Colman   | Verts |                                      |

### Union pour la démocratie française
| N° | Candidats | Candidats      | Parti | Principale fonction                      |
| -- | --------- | -------------- | ----- | ---------------------------------------- |
| 01 |           | Joël Pélicot   | UDF   | Conseiller général, maire de Charentilly |
| 02 |           | Colette Girard | UDF   | Conseillère régionale                    |
| 03 |           | Claude Cormery | DVD   | Maire de Pernay                          |

### Divers droite
| N° | Candidats | Candidats        | Parti | Principale fonction                  |
| -- | --------- | ---------------- | ----- | ------------------------------------ |
| 01 |           | Jean Delaneau    | DL    | Sénateur sortant, maire d'Autrèche   |
| 02 |           | Catherine Côme   | DVD   | Maire de Louestault                  |
| 03 |           | Michel Giraudeau | UDF   | Conseiller général, maire de Ligueil |

### Rassemblement pour la République
| N° | Candidats | Candidats             | Parti | Principale fonction                           |
| -- | --------- | --------------------- | ----- | --------------------------------------------- |
| 01 |           | Dominique Leclerc     | RPR   | Sénateur sortant, maire de La Ville-aux-Dames |
| 02 |           | Danielle Bienfait     | DVD   | Maire de Langeais                             |
| 03 |           | Jean-Jacques Descamps | DL    | Maire de Loches                               |

### Front national
| N° | Candidats | Candidats           | Parti | Principale fonction |
| -- | --------- | ------------------- | ----- | ------------------- |
| 01 |           | Jean Verdon         | FN    | Conseiller régional |
| 02 |           | Marie-Renée Maissen | FN    |                     |
| 03 |           | Jackie Oudin        | FN    |                     |

### Mouvement national républicain
| N° | Candidats | Candidats      | Parti | Principale fonction |
| -- | --------- | -------------- | ----- | ------------------- |
| 01 |           | Agnès Belbeoch | MNR   |                     |
| 02 |           | Émile Paccard  | MNR   |                     |
| 03 |           | Louise Alaux   | MNR   |                     |

### Union des contribuables français
| N° | Candidats | Candidats               | Parti | Principale fonction |
| -- | --------- | ----------------------- | ----- | ------------------- |
| 01 |           | Mario-Joseph Ferretti   | UCF   |                     |
| 02 |           | Marie-Christine Loiseau | UCF   |                     |
| 03 |           | Alain Rigaud            | UCF   |                     |

## Résultats
| Tête de liste  | Tête de liste          | Liste          | Voix  | %      | Sièges |
| -------------- | ---------------------- | -------------- | ----- | ------ | ------ |
|                | Yves Dauge             | PS-PCF         | 570   | 42,28  | 2      |
|                | Dominique Leclerc      | RPR-DL         | 482   | 35,76  | 1      |
|                | Jean Delaneau          | DL-UDF         | 138   | 10,24  |        |
|                | Joël Pélicot           | UDF            | 86    | 6,38   |        |
|                | Joël Thalineau         | Verts          | 50    | 3,71   |        |
|                | Jean-Jacques Prodhomme | LO             | 9     | 0,67   |        |
|                | Mario-Joseph Ferretti  | UCF            | 6     | 0,45   |        |
|                | Jean Verdon            | FN             | 5     | 0,37   |        |
|                | Agnès Belbeoch         | MNR            | 2     | 0,15   |        |
|                |                        |                |       |        |        |
| Inscrits       | Inscrits               | Inscrits       | 1 367 | 100,00 |        |
| Abstentions    | Abstentions            | Abstentions    | 7     | 0,51   |        |
| Votants        | Votants                | Votants        | 1 360 | 99,49  |        |
| Blancs et nuls | Blancs et nuls         | Blancs et nuls | 12    | 0,88   |        |
| Exprimés       | Exprimés               | Exprimés       | 1 348 | 98,61  |        |